# Lehmiluoto (ö i Kymmenedalen)
Lehmiluoto är en ö i Finland. Den ligger i Finska viken och i kommunen Vederlax i den ekonomiska regionen  Kotka-Fredrikshamn i landskapet Kymmenedalen, i den södra delen av landet. Ön ligger omkring 37 kilometer öster om Kotka och omkring 150 kilometer öster om Helsingfors.
Öns area är 0,6 hektar och dess största längd är 150 meter i nord-sydlig riktning.